# カジ・コーポレーション

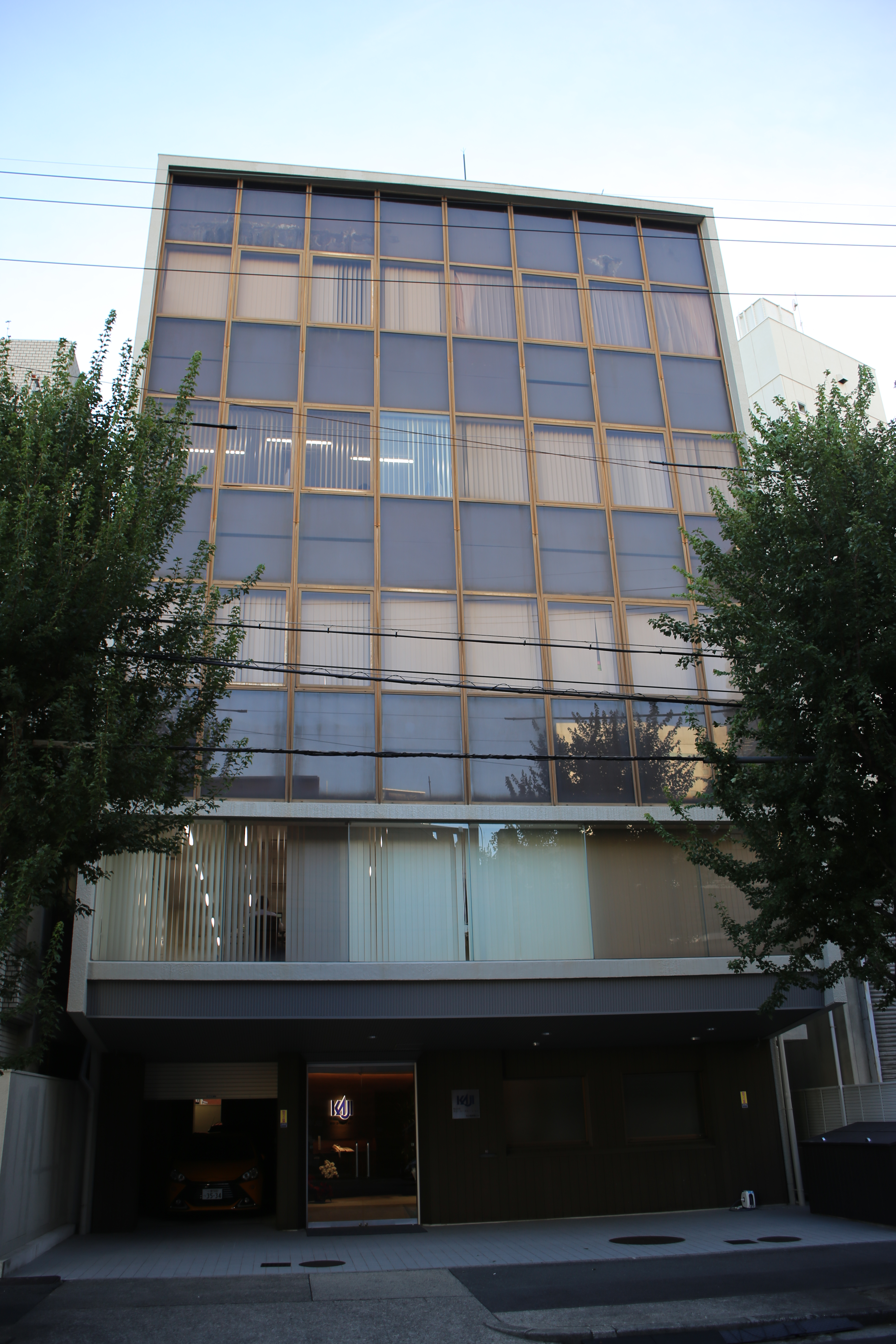
旧本社（2018年8月）

株式会社カジ・コーポレーション（英: KAJI Corporation Co., LTD.）は、愛知県名古屋市中村区に本社を置く総合アミューズメント企業である。

## 概要
1984年（昭和59年）4月設立。業務用カラオケ機器の販売やリース、レンタルビデオショップの「ビデオ合衆国USV」やゲーム販売の「ファミーズ」のほか、リサイクルショップ、インターネットカフェ、カラオケボックス、ゲームセンターなどを愛知県中心に展開している。
2011年（平成23年）9月には株式会社テイツーが運営していたインターネットカフェ「アイ・カフェ」を譲り受けたほか、2013年（平成25年）1月31日には株式会社サイバックのインターネットカフェ「Cybac」を、2014年（平成26年）4月1日には株式会社セイアのインターネットカフェ「funky time」事業継承している。
福岡を拠点として日本eスポーツリーグで活動するプロe-Sportsチーム「iGS福岡」を運営していた。

## 沿革
- 1984年（昭和59年）4月 - 「株式会社カジ・コーポレーション」を設立。
- 2003年（平成15年）7月 - 株式会社ミライヤと合併[4]。同月、チャイルド商会有限会社を子会社化。
- 2005年（平成17年）10月 - 株式会社多摩音楽放送を子会社化。
- 2010年（平成22年）
  - 3月 - 株式会社エム・プラファーを子会社化。
  - 11月 - 東海通信システム株式会社を子会社化。
- 2011年（平成23年）9月12日 - 株式会社テイツーより「アイ・カフェ」事業を譲受[5][6]。
- 2013年（平成25年）
  - 1月31日 - 株式会社サイバックよりインターネットカフェの「Cybac」を会社分割により事業継承[7]。
  - 3月1日 - 株式会社八木を子会社化[8]。
- 2014年（平成26年）
  - 4月1日 - 株式会社セイアのインターネットカフェ事業部門「funky time」を会社分割により事業継承[9][10]。
  - 9月1日 - ダーツ機械の販売を行う、PHS DARTS株式会社を買収[11]。
- 2016年（平成28年）
  - 3月 - 有限会社おじゃま館を子会社化[12]。
  - 5月 - 本社を現本店所在地より愛知県名古屋市中村区のカジ名駅南ビルに移転[13]。
  - 9月1日 - 株式会社エム・プラファーおよび株式会社八木を吸収合併[14]。
- 2017年（平成29年）
  - 3月 - 有限会社おじゃま館を吸収合併[14][15]。
  - 5月 - 株式会社サトックスを子会社化[16]。
  - 6月 - 株式会社Rs-JAPANを子会社化[17]。
- 2018年（平成30年）6月1日 - チャイルド商会株式会社、株式会社ベウス、PHS DARTS株式会社、有限会社アムレック、有限会社ビックファンを吸収合併[14]。
- 2024年（令和6年）
  - 9月 - カジ名駅南ビルより本社を移転[18]。
  - 11月1日 - 子会社である株式会社Rs-JAPANの全株式を株式会社コメ兵に譲渡[19]。

## 店舗
- お宝創庫 - エンターテイメントリサイクルショップ
- ファミーズ - ゲーム販売
- エコツール- 工具専門リサイクルショップ
- プレイズ - カードゲームショップ
- メディオ！ - ホビー商品販売
- おじゃま館

## 事業所
- 東京支社・映音営業本部 - 東京都墨田区[20]
- エンターテイメント営業本部 - 愛知県半田市[20]